# Бикиње
Бикиње је насеље у Србији у општини Голубац у Браничевском округу. Према попису из 2022. било је 160 становника.

## Историја
Барич је у средњем веку било метох манастира Тисман и Водица. Село је, заједно са селом Барич манастирима даровао кнез Лазар Хребељановић.

## Демографија
У насељу Бикиње живи 205 пунолетних становника, а просечна старост становништва износи 41,1 година (38,3 код мушкараца и 44,2 код жена). У насељу има 62 домаћинства, а просечан број чланова по домаћинству је 4,27.
Ово насеље је великим делом насељено Србима (према попису из 2002. године), а у последња три пописа, примећен је пад у броју становника.
|  |

| Демографија | Демографија | Демографија |
| Година      | Становника  | Становника  |
| ----------- | ----------- | ----------- |
| 1948.       | 444         |             |
| 1953.       | 413         |             |
| 1961.       | 382         |             |
| 1971.       | 391         |             |
| 1981.       | 355         |             |
| 1991.       | 314         | 276         |
| 2002.       | 215         | 311         |

| Етнички састав према попису из 2002.‍ | Етнички састав према попису из 2002.‍ | Етнички састав према попису из 2002.‍ | Етнички састав према попису из 2002.‍ | Етнички састав према попису из 2002.‍ |
| ------------------------------------ | ------------------------------------ | ------------------------------------ | ------------------------------------ | ------------------------------------ |
|                                      |                                      |                                      |                                      |                                      |
| Срби                                 | Срби                                 |                                      | 258                                  | 97,35%                               |
| Румуни                               | Румуни                               |                                      | 3                                    | 1,13%                                |
| Руси                                 | Руси                                 |                                      | 1                                    | 0,37%                                |
| непознато                            | непознато                            |                                      | 2                                    | 0,75%                                |

| Година пописа     | 1948. | 1953. | 1961. | 1971. | 1981. | 1991. | 2002. |
| ----------------- | ----- | ----- | ----- | ----- | ----- | ----- | ----- |
| Број домаћинстава | 101   | 96    | 98    | 91    | 83    | 70    | 62    |

| Број чланова      | 1 | 2 | 3 | 4 | 5 | 6  | 7  | 8 | 9 | 10 и више | Просек |
| ----------------- | - | - | - | - | - | -- | -- | - | - | --------- | ------ |
| Број домаћинстава | 9 | 8 | 7 | 9 | 7 | 10 | 10 | 1 | 0 | 1         | 4,27   |

| Пол    | Укупно | Неожењен/Неудата | Ожењен/Удата | Удовац/Удовица | Разведен/Разведена | Непознато |
| ------ | ------ | ---------------- | ------------ | -------------- | ------------------ | --------- |
| Мушки  | 107    | 19               | 77           | 8              | 3                  | 0         |
| Женски | 109    | 11               | 74           | 23             | 1                  | 0         |
| УКУПНО | 216    | 30               | 151          | 31             | 4                  | 0         |

| Пол    | Укупно                    | Пољопривреда, лов и шумарство | Рибарство                            | Вађење руде и камена | Прерађивачка индустрија       |
| ------ | ------------------------- | ----------------------------- | ------------------------------------ | -------------------- | ----------------------------- |
| Мушки  | 67                        | 50                            | 0                                    | 0                    | 4                             |
| Женски | 30                        | 27                            | 0                                    | 0                    | 1                             |
| УКУПНО | 97                        | 77                            | 0                                    | 0                    | 5                             |
| Пол    | Производња и снабдевање   | Грађевинарство                | Трговина                             | Хотели и ресторани   | Саобраћај, складиштење и везе |
| Мушки  | 0                         | 4                             | 5                                    | 1                    | 2                             |
| Женски | 0                         | 0                             | 1                                    | 0                    | 0                             |
| УКУПНО | 0                         | 4                             | 6                                    | 1                    | 2                             |
| Пол    | Финансијско посредовање   | Некретнине                    | Државна управа и одбрана             | Образовање           | Здравствени и социјални рад   |
| Мушки  | 0                         | 0                             | 0                                    | 1                    | 0                             |
| Женски | 0                         | 0                             | 0                                    | 0                    | 1                             |
| УКУПНО | 0                         | 0                             | 0                                    | 1                    | 1                             |
| Пол    | Остале услужне активности | Приватна домаћинства          | Екстериторијалне организације и тела | Непознато            | Непознато                     |
| Мушки  | 0                         | 0                             | 0                                    | 0                    | 0                             |
| Женски | 0                         | 0                             | 0                                    | 0                    | 0                             |
| УКУПНО | 0                         | 0                             | 0                                    | 0                    | 0                             |